# Richard Bieling
Richard Bieling (* 3. September 1888 in Gau-Algesheim, Rheinland-Pfalz; † 8. August 1967 in Bonn) war ein deutscher Mediziner, der in leitender Funktion bei den Behringwerken in Frankfurt sowie an der Philipps-Universität Marburg und der Universität Wien tätig war.

## Leben

### Familie
Richard Bieling war der Sohn des praktischen Arztes Franz Bieling (1858–1928) und dessen Ehefrau Helene, geborene Mäckler. Der Ehe mit Luisa, geborene Schneider, (1892–1958) entstammten zwei Töchter und ein Sohn. Helenes Tante Angelika (1839–1910) war mit Richard Ernst Abundius Avenarius (1840–1917), dem Gründer der chemischen Fabrik Gebrüder Avenarius in Gau-Algesheim, verheiratet.

### Ausbildung und Beruf
Richard Bieling legte 1907 das Abitur am Großherzoglichen Ostergymnasium in der Kaiserstraße in Mainz ab. Danach studierte er Medizin und wurde 1914 bei Paul Morawitz in Freiburg im Breisgau mit der Arbeit Experimentelle Untersuchungen über die Sauerstoffversorgung bei Anämien promoviert. Im Ersten Weltkrieg leistete er Sanitätsdienst und wurde Assistenzarzt der Reserve. 1918 wurde er wissenschaftlicher Mitarbeiter, später Leiter der Serumabteilung der Behringwerke in Frankfurt-Höchst am Main. Im Jahr 1923 erfolgte die Habilitation; ab 1927 war er außerordentlicher Professor. 1937 wurde er Privatdozent an der Universität Marburg und 1940 außerordentlicher Professor.
Während des Zweiten Weltkrieges war er von 1939 bis 1944 Oberstabsarzt (bzw. Oberstabsarzt der Reserve), später Oberstarzt und Beratender Hygieniker der Wehrmacht. Laut Ernst Klee gab Carl Lautenschläger an, dass er „Kontaktmann für Fleckfieber zur Heeressanitätsinspektion“ war. Zudem verweist Klee darauf hin, dass er in Fleckfieberversuche im KZ Buchenwald involviert war. Für Thomas Werther in seiner Dissertation: "... Bieling , Chefserologe der Behringwerke, arbeitete als Beratender Hygieniker der Wehrmacht für seinen Heimatbetrieb weiter. Er besichtigte die Serum-Institute der Ukraine auf ihre Übernahmetauglichkeit für die Behringwerke". Paul Weindling erwähnt seine Verbindung zu Heinz Zeiss und Joachim Mrugowsky.
Ab Dezember 1945 war er Leiter des Viruslabors der Behringwerke. Bieling war Zeuge der Verteidigung vor dem US-Militärgerichten 1947 im Nürnberger Ärzteprozess und 1948 im IG-Farben-Prozess. "... He was regarded as compromised by nazi-connections..."
Im Jahr 1951 wurde er Professor der Hygiene an der Universität Wien. Hierzu Weindling: "...his salvation was to activate a contact with Austrian bacteriology dating back to  IG-Farben's acquisition of the Austrian serum works after the Anschluss..." 1959 erfolgte die Emeritierung. In Österreich gehörte er ab 1952 dem Obersten Sanitätsrat an und ab 1954 dem Landessanitätsrat in Wien. Als Virusexperte war er für die Weltgesundheitsorganisation tätig. 1961 wurde ein Ermittlungsverfahren wegen der Lieferung von Impfstoffen zu Menschenversuchen durch die Staatsanwaltschaft Limburg a. d. Lahn eingestellt. Ab 1962 war er Honorarprofessor in Bonn.

## Auszeichnungen und Ehrungen
- Präsident der Österreichischen Gesellschaft für Arbeitsmedizin[1]
- Präsident der Gesellschaft für Mikrobiologie und Hygiene[1]
- 1958: Verleihung des Großen Verdienstkreuzes[1] des Verdienstordens der Bundesrepublik Deutschland

## Veröffentlichungen
- Die diagnostische Bedeutung des Harnpepsins bei Magencarcinom. Aus dem biochemischen Laboratorium des Krankenhauses Moabit in Berlin. In: Deutsches Archiv für Klinische Medizin. 102. Band. Leipzig 1911, S. 507–514.
- Zur Verbreitungsweise und bakteriologischen Diagnostik des Paratyphus A-Bazillus. In: Dtsch. med. Wochenschr. 42. Jahrgang, 1916, S. 531–533.
- mit Fritz Meyer: Heilsera und Impfstoffe in der Praxis. Schriftenreihe Therapie in Einzeldarstellungen. Thieme, Leipzig 1932.
- Entstehung und biologische Bekämpfung typischer Infektionskrankheiten. Vorlesungen auf Grund der Ergebnisse experimenteller Untersuchungen. Erste Folge. Barth, Leipzig 1937.
- Viruskrankheiten. I. Teil: Die Viruskrankheiten des Menschen, ihre Erreger und ihre Bekämpfung. II. Teil: Die Viruskrankheiten der Haus- und Laboratoriumstiere, ihre Erreger und ihre Bekämpfung. Barth, Leipzig 1938.
- Mitautor an: Untersuchungen und Erkenntnisse auf dem Gebiete der Virus-Forschung. Gewidmet der 95. Versammlung der Gesellschaft deutscher Naturforscher und Ärzte Stuttgart, September 1938. Behringwerke, Marburg 1938.
- mit Martin Nordmann: Kriegserfahrungen zur Pathologie und Therapie des Gasbrandes. Aus dem Feldlaboratorium einer Armee (= Veröffentlichungen aus der Konstitutions- und Wehrpathologie. Heft 47). 11. Band, Heft 1. Fischer, Jena 1941.
- mit Heinz Zeiss: Behring. Gestalt und Werk. 1. und 2. überarbeitete Auflage. Schultz, Berlin-Grunewald 1941.
- Der Tod hatte das Nachsehen. Emil von Behring – Gestalt und Werk. Bielefelder Verlag, Bielefeld 1954.[6]
- mit Otto Gsell: Die Viruskrankheiten des Menschen. Ihre Erreger und ihre Bekämpfung. Barth, Leipzig 1954; sechs Auflagen bis 1964.